# Montello (hrabstwo Marquette)
Montello – miasto w Stanach Zjednoczonych, w stanie Wisconsin, w hrabstwie Marquette.